# زنقة الفرنسيس
زنقة الفرنسيس هي إحدى الشوارع القديمة في مدينة طرابلس الليبية. تتميز زنقة الفرنسيس بأقواسها وطراز مبانيها القديم إضافة إلى أبواب ديارها في حي باب البحر في مدينة طرابلس القديمة في ليبيا. ولعل من أبرز معالمها السفارة الفرنسية والتي اشتق الاسم التاريخي للزقاق منها.

## مبنى السفارة الفرنسية
يتكون المبنى من طابقين، وتتجاوز مساحته 400 متر مربع تقريبا، ويتوسطه فناء به عدة أبواب لدور كانت متعددة الاستخدامات والوظائف كعقد الاجتماعات واستقبال الضيوف.
وتزين فناء السفارة شرفات خشبية وزخارف نباتية وبلاطات القيشاني، كما يضم المبنى قسما من خمسة غرف كان خاصا بالسفير حيث بها مقر سكنه الخاص.
شيد مبنى السفارة في القرن السابع عشر وتحديدا في العام 1630 في عهد الوالي قاسم باشا، حيث صار القنصل الفرنسي إيثان أول سفير فرنسي في طرابلس الغرب.
ظل المبنى يخدم كمقر للسفارة الفرنسية في طرابلس حتى اندلاع الحرب العالمية الثانية، وفي 1939 قام السفير الفرنسي ببيع البناء لتنتقل السفارة الفرنسية إلى أحد أحياء طرابلس الحديثة خارج المدينة القديمة.
استعمل المبنى بعد ذلك كسكن للبحارة حيث ناله العبث والإهمال، إلى أن ضم إلى مشروع إدارة تنظيم المدينة القديمة، وذلك ليعود إلى حالته الأصلية، حيث تم تحويله إلى مركز فني وثقافي منوع أو دار للفنون وذلك تحت اسم «دار حسن الفقيه حسن للفنون».